# La Dispute du Saint-Sacrement
La Dispute du Saint-Sacrement de Raphaël, seconde fresque principale de la Chambre de la Signature (avec L'École d'Athènes), l'une des quatre Chambres de Raphaël au palais du Vatican, est peinte entre 1509 et 1510.

C'est Giorgio Vasari qui donne à cette œuvre son nom, un peu improprement puisque s'il peut être question d'une dispute théologique, c'est-à-dire une intense discussion, dans le registre inférieur, en revanche le registre supérieur fonctionne plus comme une glorification de l'Église céleste triomphante. Pietro Redondi, dans Galilée hérétique, affirme : 

« [À la] suite de la XIIIe Session du concile de Trente (1551), le dogme de l'Eucharistie (au cœur de la vie de l'Église dès son origine), est définitivement fixé (face au protestantisme), ce qui ne pouvait que changer le regard de ceux qui fréquentaient la salle. Après le Concile de Trente, on regarda avec un regard nouveau la fresque de Raphaël. À l'origine, celle-ci s'intitulait probablement Le Triomphe de l'Église, ou bien Le Triomphe de l'Eucharistie, vu qu'elle célébrait de manière positive la recherche et le débat rationnels en théologie »

— Pietro Redondi, Galilée hérétique, Gallimard, 1985, p. 231-2322.
Selon Trente, cependant, elle apparaît désormais comme une œuvre de combat marquant le triomphe du dogme catholique contre l'hérésie qui a attaqué la Présence réelle.

## Histoire
Après sa prise de fonction, le pape Jules II exprime rapidement son désir de ne pas utiliser les appartements de son prédécesseur, Alexandre VI Borgia, choisissant donc d'autres chambres à l'étage supérieur. Il fait appel à un groupe hétérogène d'artistes pour les décorer auquel s'ajoute, dans les derniers mois de 1508, Raphaël. Frappé par les premiers essais du peintre d'Urbino, le pape décide de lui confier toute la décoration des appartements, détruisant tout ce qu'il avait fait auparavant.
La Chambre de la Signature, entre la future Chambre d'Héliodore et celle de L'Incendie de Borgo, est la première à être décorée, avec un thème lié à l'organisation idéale de la culture humaniste, divisée en Théologie, Philosophie, Poésie et Théorie du droit, à chacune desquelles un mur est dédié. Cet agencement suggère que la salle est à l'origine conçue comme une bibliothèque et le studiolo du pontife, même si ce fait n'est pas documenté. Après son achèvement, la plus haute cour du Saint-Siège présidée par le pontife, le Tribunal suprême de la Signature apostolique, qui lui a donné son nom, s'y est installée.
La décoration picturale a commencé par la voûte, pour se poursuivre jusqu'au mur est, où la « Dispute » est représentée. Raphaël et ses aides y travaillent en 1509, débutant les travaux peut-être dès la fin de 1508.
On ne sait pas ce qui est le fruit de l'imagination et de la culture de l'artiste et ce qui a été dicté par le pape et ses théologiens. Raphaël a certainement été aidé pour définir le thème, mais la renommée extraordinaire qui entourait l'artiste est également bien connue, pleinement inséré dans l'environnement cultivé de la curie romaine pour être maintes fois exalté par les écrivains. Selon certains chercheurs, l'inspiration de ce travail pourrait provenir d'un discours du savant augustin Gilles de Viterbe, un humaniste néoplatonicien.
Le succès de la fresque est immédiat ; elle suscite la vive admiration de toute la Curie pontificale et des humanistes romains cultivés.
Lors du sac de Rome en 1527, les Lansquenets pénètrent dans le palais papal, et en signe de mépris envers le pape, le vandalisent en laissant de nombreux écrits et graffitis : certains d'entre eux sont encore visibles à contre-jour dans la partie inférieure de la Dispute.

## Études préparatoires

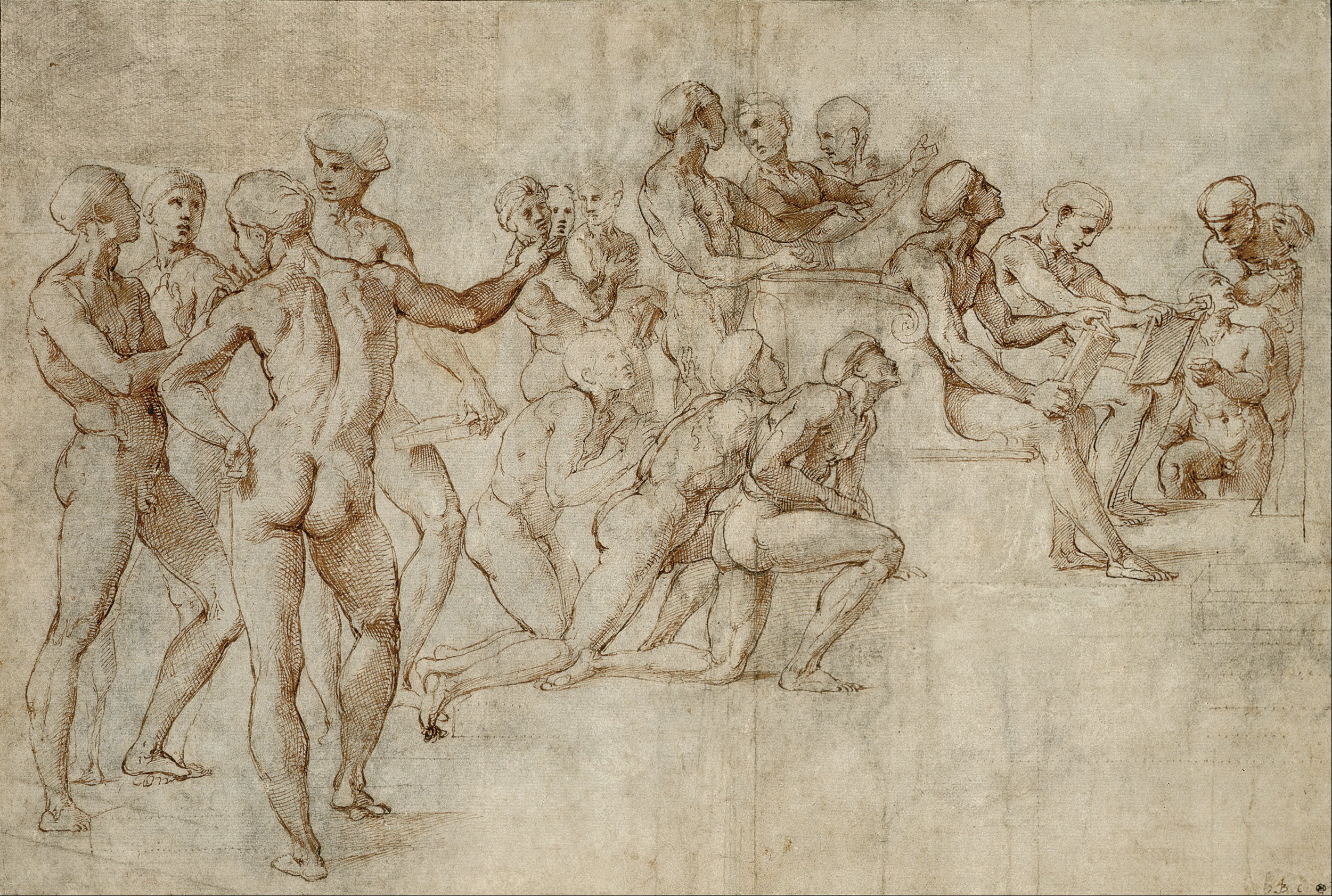
Raphaël, étude pour la partie gauche de la Dispute.

Il existe un premier brouillon de la Dispute, nommé Dispute I par John Shearman, conservé au château de Windsor dans la Royal Collection, dont l'autographe est incontesté. C'est une aquarelle avec des reflets de plomb blanc et quelques tratteggio à la plume, qui représente la moitié gauche de la fresque.
Par rapport à la version finale, le schéma est plus simple, moins encombré, avec une disposition différente des saints (paires d'évangélistes et de prophètes), et sans l'autel avec le Saint-Sacrement au centre.
Une première esquisse des personnages célestes se trouve à l'Ashmolean Museum d'Oxford qui s'inspire étroitement de la Trinité et les saints de la chapelle San Severo de Pérouse ; une autre feuille est au Musée Condé à Chantilly ; une esquisse préliminaire pour les figures à droite de l'autel se trouve au British Museum et une pour la figure du Christ se trouve au palais des Beaux-Arts de Lille ; une du personnage penché du parapet à droite est conservée au musée Fabre à Montpellier.

## Sens général de l’œuvre
Cette œuvre célèbre la mission de l'Église, sa prédestination et sa révélation, son héritage messianique et dogmatique.
La fresque cherche à représenter en peinture ce que l'on pourrait appeler le Vrai théologique, en regard du Vrai philosophique qu'incarne en face de lui la fresque de L'École d'Athènes. Dans la doctrine chrétienne, ce Vrai théologique s'incarne, en finalité, dans le sacrement de l'Eucharistie, où s'accomplit le sacrifice du Christ sur la croix, et où par sa Présence réelle sous les espèces du pain et du vin, ces espèces deviennent réellement, par transsubstantiation, son vrai Corps immolé et son vrai Sang versé pour le salut et la rédemption de tout le genre humain, tout entier déchu par le Péché originel (d'où la présence d'Adam dans cette fresque). L'institution de l'Eucharistie est en même temps transmise par le Christ à ses Douze Apôtres et à leurs successeurs, avec le pouvoir de la renouveler jusqu'à la fin des temps, et ce par le sacrement de l'Ordre que le Christ institue simultanément, le soir du Jeudi saint, avant d'entrer dans sa Passion. Dès lors, tout le service de l’Église du Christ sur terre tourne autour de cet acte suprême, et prend de lui sa source et sa force, comme moyen de rédemption universelle. C'est aussi le lieu, par excellence, de communion et de relation intime avec la vie de Dieu Un et Trine, Père, Fils et Saint-Esprit, avec les puissances célestes, et avec les saints de tous les temps. C'est donc cette doctrine théologique complexe que  Raphaël entreprend de représenter dans cette fresque qui doit, en tant qu’elle est destinée à figurer dans la bibliothèque personnelle du pape Jules II, être un support à la contemplation et à la méditation sur le mystère de l’Église sur terre et dans les cieux.

## Description

### Composition

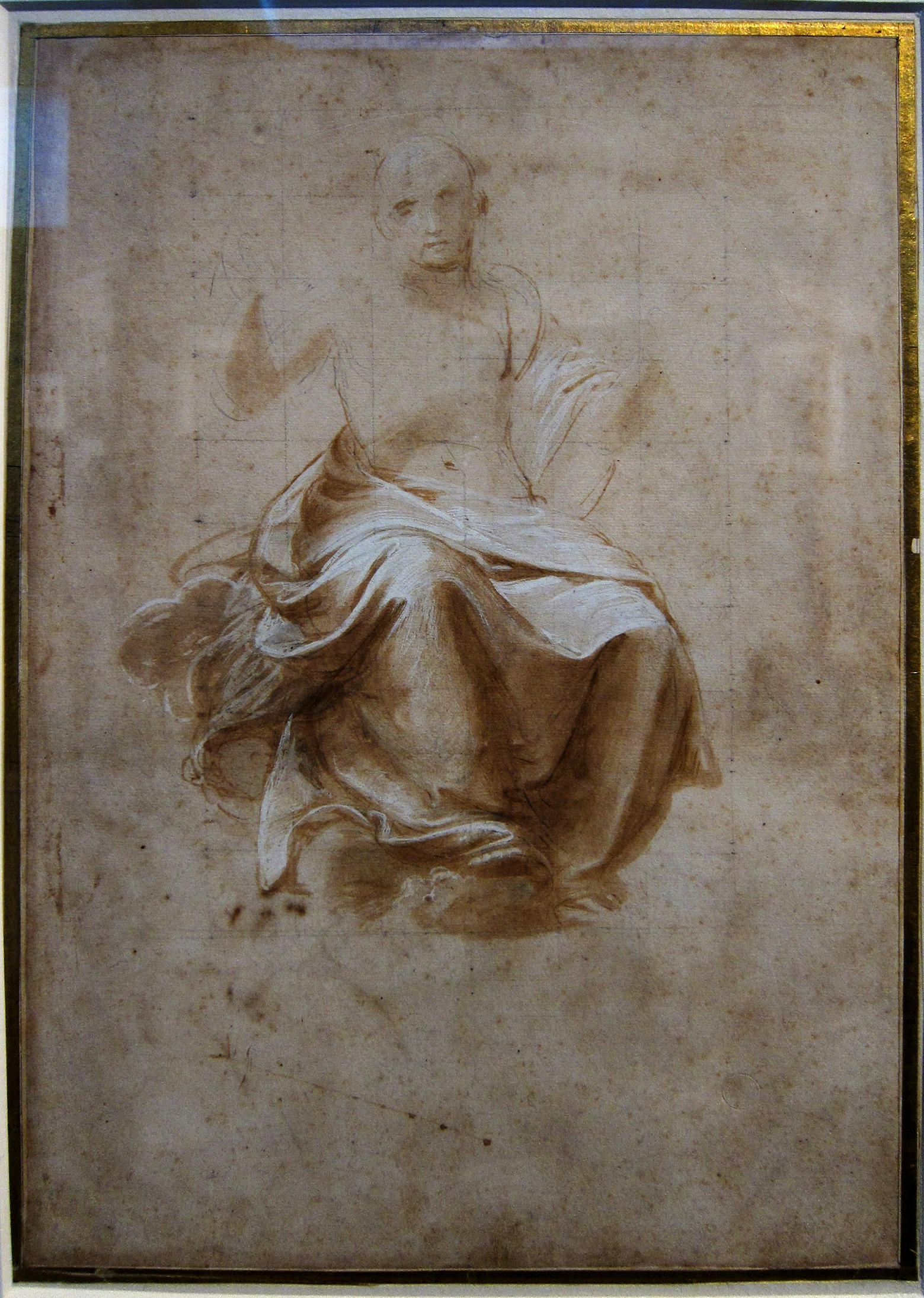
Dessin préparatoire à la figure du Christ, inscrite dans un cercle parfait tracé au stylet, associé à une mise aux carreaux, Palais des Beaux-Arts de Lille.

La fresque est circonscrite dans une voûte et propose, comme la plupart des œuvres de Raphaël, une composition rigoureuse qui exploite judicieusement la forme en arc de cercle qui l’accueille, puisque le motif circulaire est omniprésent dans l’œuvre. De bas en haut, il se cristallise d’abord dans le Saint-Sacrement, présent sur l’autel et qui constitue comme le centre du cercle par lequel passe le demi-cercle de la voûte, ce qui confirme son statut de sujet de l’œuvre, puis on le trouve en auréole autour de la colombe, symbole traditionnel du Saint-Esprit, en grande auréole du Christ, sous la forme d’un globe dans la main du Père, tout en apparaissant sur la plupart des saints en auréole à leur tête ; enfin, les saints et les grandes figures de l’Ancien Testament sont placés en arc de cercle autour de la Trinité, tandis que le ciel est composé d’une vaste voûte céleste lumineuse qui fait écho en inversion au cercle qui entoure le Christ. Cette omniprésence de la forme circulaire s’explique en ce que la prééminence ontologique et la perfection du cercle répondent non seulement à une tradition antique, mais aussi chrétienne et plus particulièrement de la Renaissance qui voit dans le cercle la forme géométrique la plus accomplie. On peut voir aussi dans ce souci de la disposition circulaire des éléments dans la peinture comme le chœur d’une église, l’autel et le Saint Sacrement formant autant d’éléments pour suggérer cela.
La composition mime d’ailleurs la distinction théologique du Ciel et de la Terre notamment sur ce critère de différenciation qu’est la présence de la forme circulaire. En effet, si le cercle est omniprésent dans les cieux, accompagné par une harmonie marquée dans la répartition des figures de « l’Église triomphante », qui rassemble des prophètes, des apôtres et des saints autour de la  Sainte Trinité, en revanche le bas du tableau s’organise de manière horizontale, et les personnages de « l’Église militante », docteurs de l’Église, pontifes et fidèles, sont rassemblés avec bien moins de cohérence et d’harmonie, voire dans le tumulte et dans l’animation. On peut d’ailleurs reconnaître nombre de figures parmi ces personnages disposés de part et d’autre d’un autel dominant un vaste paysage : tous arborent des positions singulières, dénotant le souci de Raphaël pour un certain naturel.

### Le registre terrestre

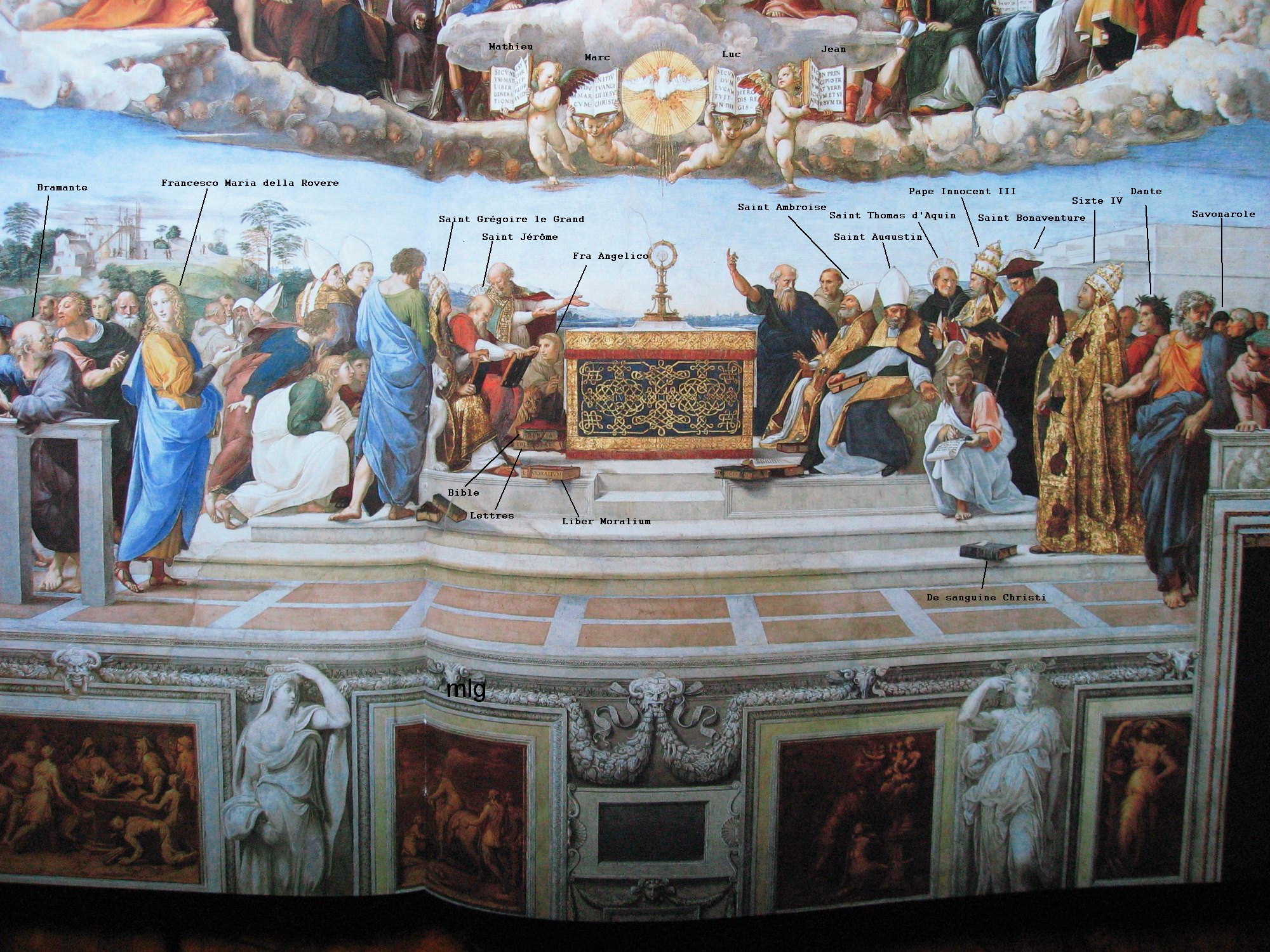

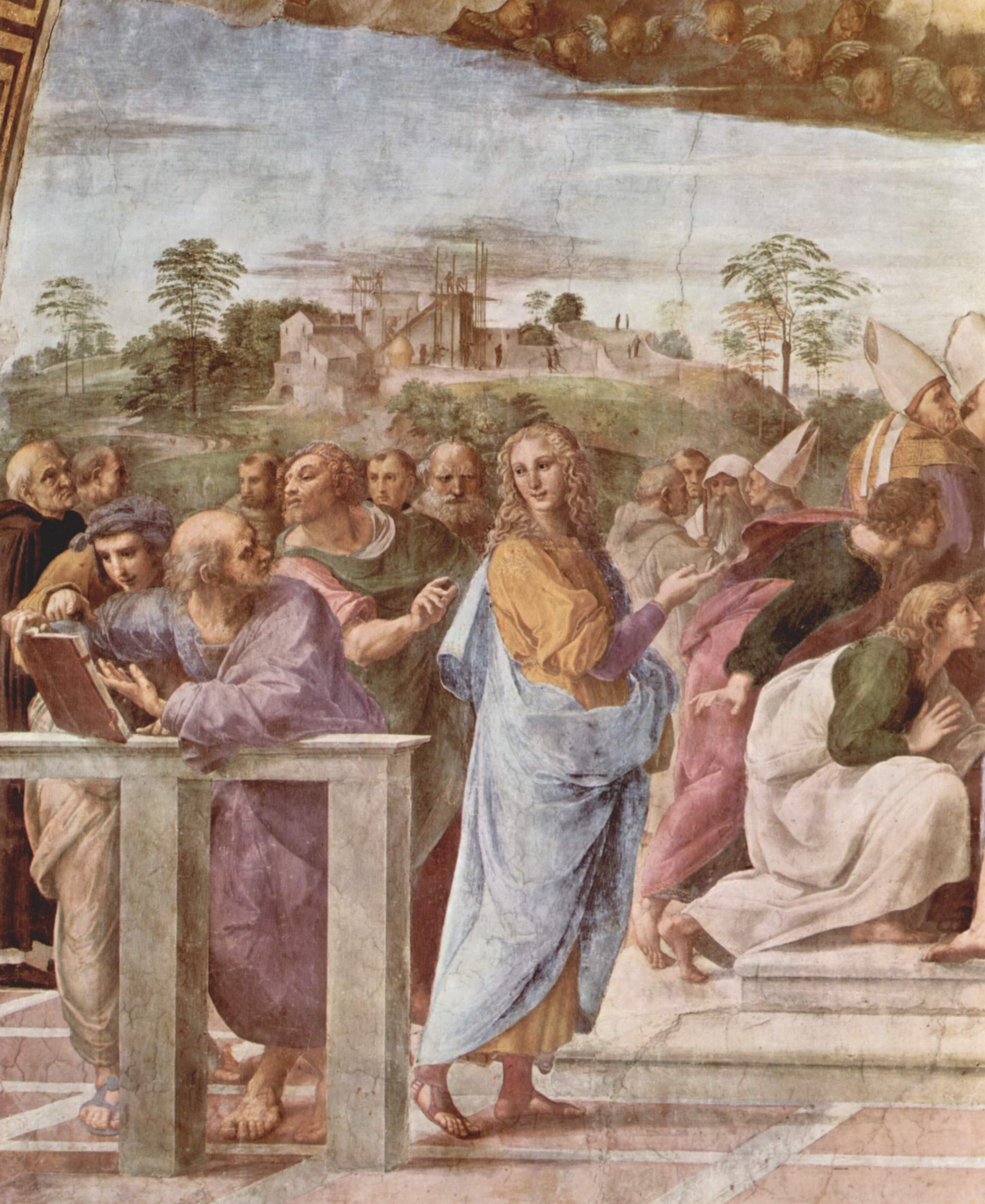
Bramante (adossé) et Francesco Maria Della Rovere (debout).

Directement à côté de l’autel se trouvent les docteurs de l’Église des premiers temps du christianisme avec à gauche saint Grégoire (sous les traits de Jules II) et saint Jérôme accompagné de son lion et à droite saint Augustin et saint Ambroise : les quatre docteurs sont, au contraire des autres personnages, assis, ce qui les rapproche déjà des personnages situés dans les cieux ; on distingue par ailleurs deux docteurs postérieurs que sont saint Thomas et saint Bonaventure. Les papes Innocent III (1160-1216 pape le plus puissant du Moyen Âge qui établit l’indépendance politique de Rome) et Sixte IV (1414-1471 Francesco della Rovere de son nom, il embellit significativement Rome) côtoient des religieux comme le dominicain Savonarole (instigateur en 1494 à Florence d’une révolution politique (retour à la République) et morale (rechristianisation) ou le peintre Fra Angelico (contemporain de Savonarole, admiré pour ses fresques et ses peintures sublimes) qu’accompagnent Dante, dont la Divine Comédie eut une influence sur la théologie au Moyen Âge, Fra Angelico tout près de l’autel, Bramante, l’architecte fameux de la basilique Saint-Pierre, ou Francesco Maria della Rovere, présenté sous des traits similaires à ceux de Léonard de Vinci et qui pointe le Saint Sacrement dans un déhanchement léger et gracieux.

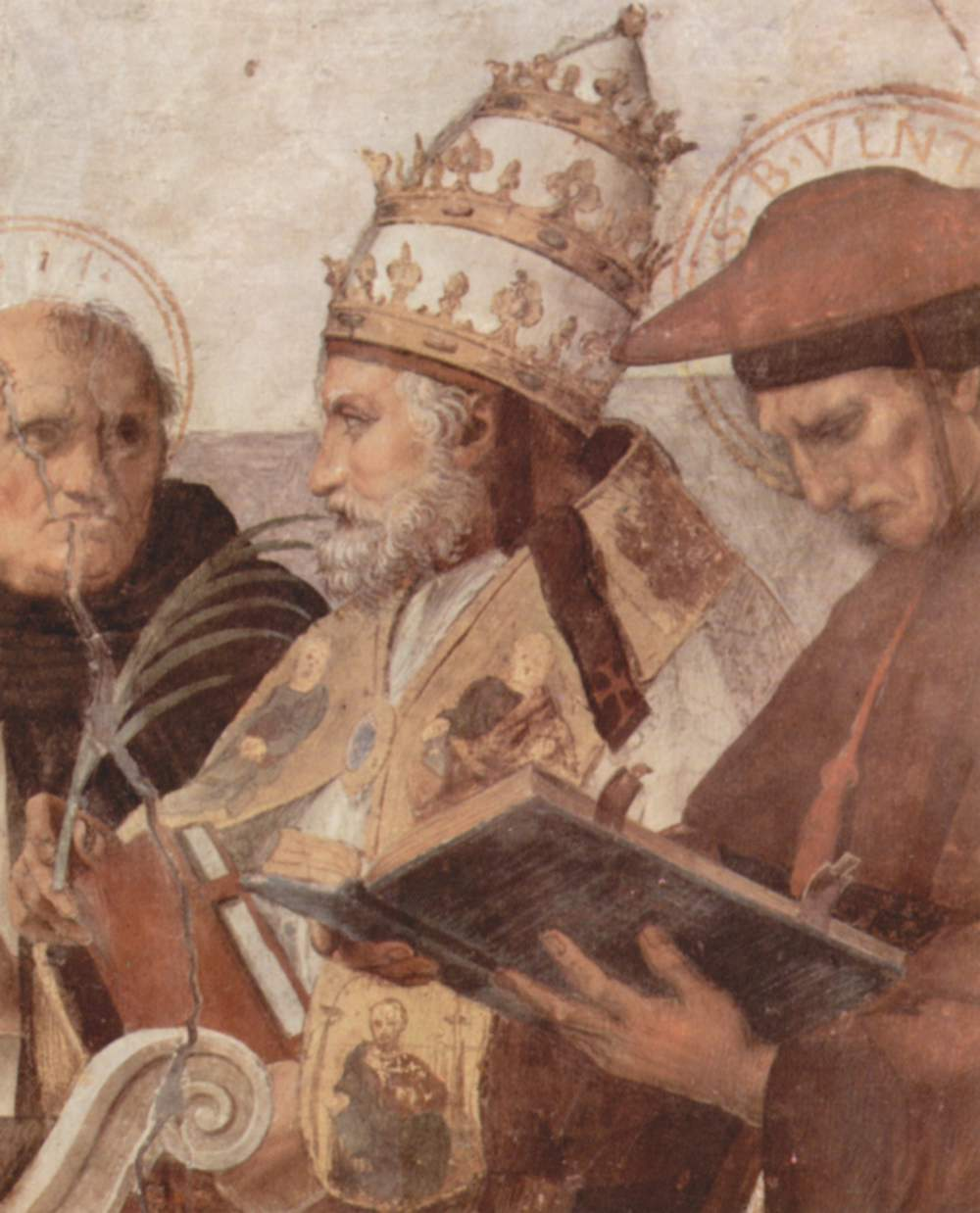
Le pape Innocent III.

Les personnages sont disposés à une distance variable par rapport au Saint Sacrement, qui est cette présence de Dieu sur terre, ce point de contact entre les deux Églises terrestre et céleste, mais que les docteurs de l’Église sont au plus près, assis face à l’autel, que les autres figures essentielles de l’histoire de l’Église sont un peu en retrait, debout, mais toujours orientés vers l’autel et que les artistes laïques et d’autres personnages sont eux sur les côtés, avec des positions plus ambivalente, de biais voire de dos, signifiant ainsi la diversité des rapports à Dieu sur terre. La scène est très animée, et si l’on parle de dispute peut-être d’après une interprétation un peu inexacte de Vasari, on voit que le terme n’est pas tout à fait inapproprié pour caractériser l’atmosphère qui se dégage du registre terrestre de la fresque. Loin de la Sainte Conversation, dont l’échange est plus d’ordre mystique qu’intellectuel, les personnages semblent tous ici affairés, échangeant des propos, gesticulant, pointant le ciel, d’autres personnages ou le Saint Sacrement, ou encore concentrant leur attention sur quelques écrits. L’intention est ici sans doute de représenter l’intense activité théologique de définition et de théorisation du mystère que constitue le Saint Sacrement. Les nombreux livres représentés participent certainement aussi de cet effort d’élaboration conceptuelle qui donne corps à l’Église militante, et dont le pape Jules II, pour qui est peinte cette œuvre, est le continuateur.

### Le registre céleste

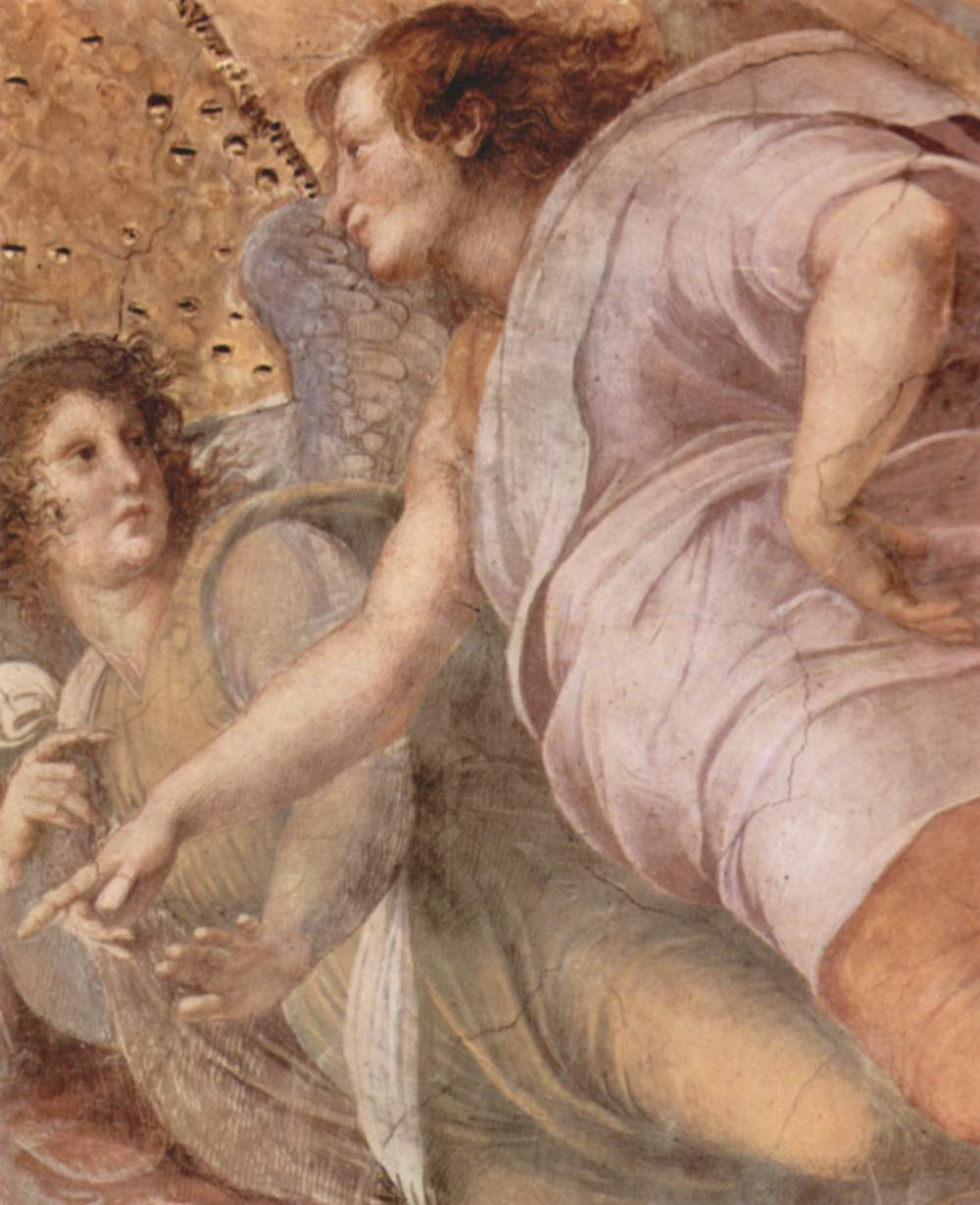

Au contraire du registre terrestre, animé et presque désordonné, le registre céleste répartit harmonieusement, dans un demi-cercle, les figures remarquables de l’Église triomphante, accompagnées de leurs attributs traditionnels et toutes installées paisiblement sur des sièges de nuages, accoutrées d’habits colorés spécifiquement pour chacune. Aux extrémités du demi-cercle saint Pierre et saint Paul se font face, un peu comme s’ils étaient les gardes extérieurs de l’Église triomphante, dépositaires à la fois de la clé et de la lettre de celle-ci. En même temps saint Pierre étant le premier pape, sa position le rapproche du pape Jules II effectivement en fonction. L’Ancien Testament est représenté par Adam qui fait face à Abraham, Moïse en regard du roi David et Judas Maccabée face au prophète Jérémie. Le Nouveau Testament est représenté quant à lui par les apôtres Paul et Pierre déjà évoqués, par saint Jean l’Évangéliste (rédacteur de l’Évangile mystique) qui fait face à saint Matthieu (rédacteur de l’Évangile synoptique de base), par saint Laurent et saint Étienne (tous deux saints martyrs). Ce peut être aussi les deux diacres des actes des apôtres, saint Philippe expliquant le prophète Isaïe et saint Étienne avec la palme du martyre avec un livre correspondant à son discours. 
Autant dire que toutes les grandes figures et les grands moments de l’histoire de l’Église sont ici représentés : patriarches, grands législateurs, rois, prophètes, évangélistes, apôtres, saints martyrs ; et ce, dans un ordre cohérent, alternant les figures des âges de l'Ancien et du  Nouveau Testament et mettant face à face des personnages dont les prérogatives furent assez similaires. La cohérence est également temporelle, puisque si l’on prend chaque âge respectivement, on s’aperçoit que les figures les plus anciennes dans chaque âge sont placées sur les extrémités.
La forme angélique est omniprésente dans les cieux (dans les nuages, autour du Christ, dans les rayons montants). Deux fois trois anges se trouvent de chaque côté du Père, chacun arborant une couleur différente, symboles possibles des trois vertus théologales ou cardinales, ou même de la Trinité Sainte. Enfin, quatre anges portent chacun un  Évangile.
La Trinité est représentée dans un ordre harmonieux, cohérent, à la verticale par rapport au Saint Sacrement. La disposition verticale de la  Trinité répond peut-être à un souci de représenter le parcours intérieur ascendant du fidèle dans sa découverte de la foi. La contemplation du Saint Sacrement conduit à la lecture de l’Évangile et à vivre de l’Esprit Saint, ce qui conduit à imiter le Christ, qui amène enfin le croyant au Père lui-même, situé au point le plus haut du tableau. Le Christ reste cependant par sa position prééminente le centre de l’œuvre, guide absolu des Églises triomphantes et militantes, entouré conformément à la tradition iconographique de la Vierge Marie et de saint Jean-Baptiste, tandis que le  Père semble comme en retrait, marquant peut-être ainsi son caractère inaccessible sans la médiation du Christ.

## Analyse

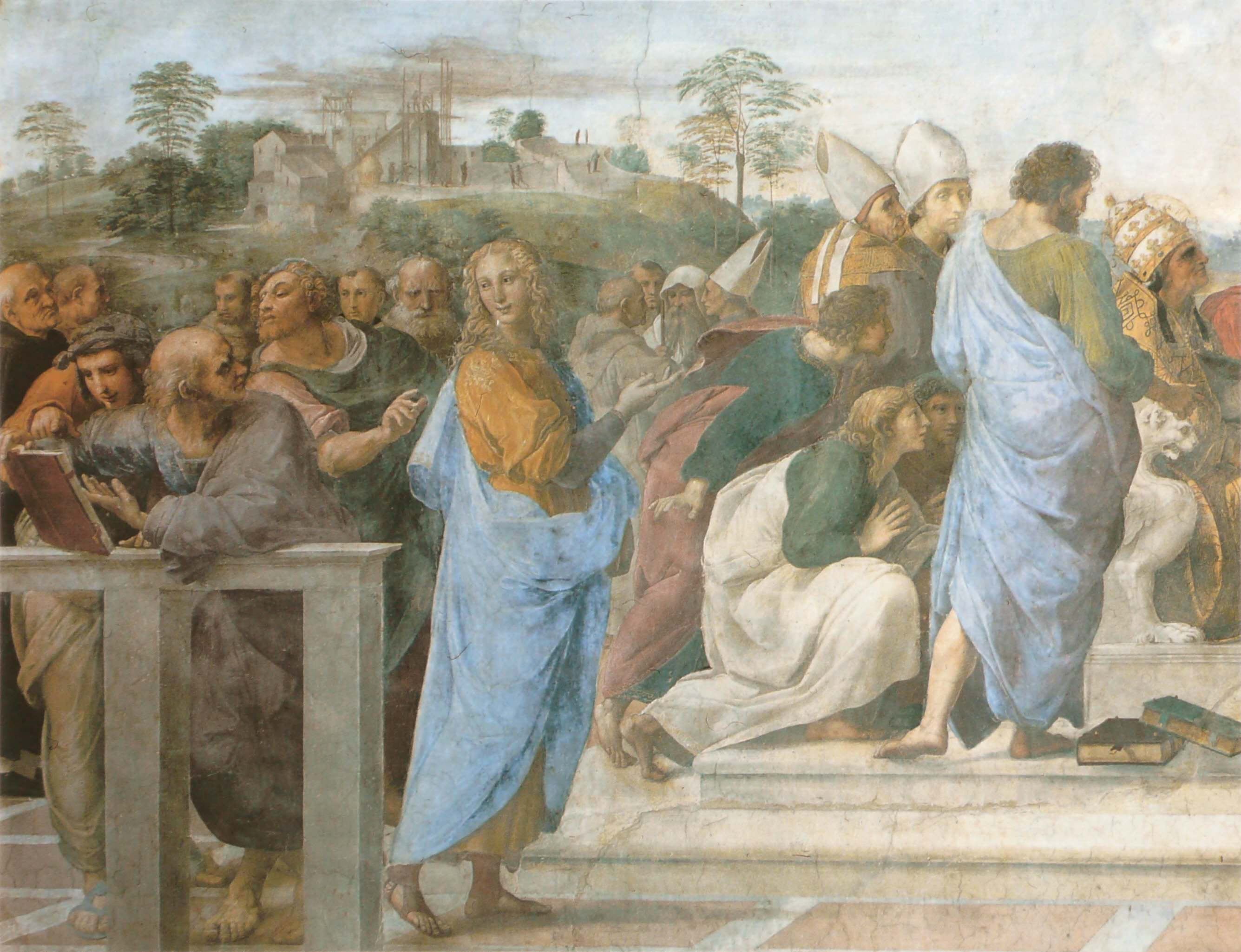
Détail.

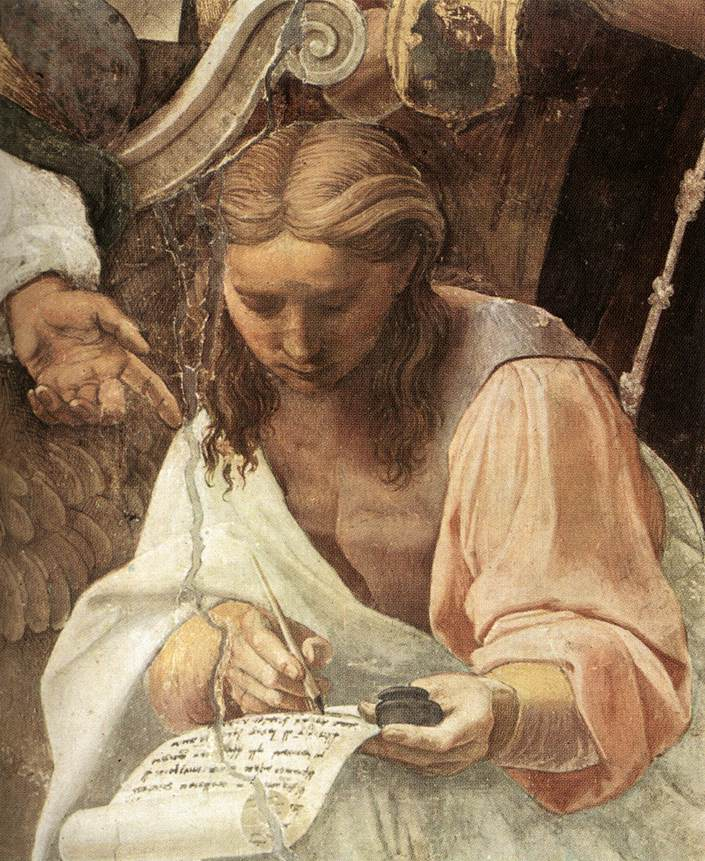
Détail.

Raphaël transforme le défilé des théologiens d'une simple galerie de portraits, comme Le Pérugin et Pinturicchio l'avaient fait avant lui, en une véritable assemblée où les personnages sont capturés dans une action générale. L'étude des nombreux dessins préparatoires permet d'observer une accentuation progressive des gestes et de la chaleur émotionnelle des personnages, cependant coordonnée par un point focal qui est représenté par l'hostie consacrée au-dessus de l'autel, vers laquelle convergent toutes les lignes de perspective : le mystère de l'Eucharistie est le miracle par excellence, qui lie le ciel et la terre.
Le thème est ainsi représenté à travers des actions, de manière tout à fait naturelle et directe. Au lieu des représentations hermétiques de ses prédécesseurs, Raphaël crée des scènes qui doivent paraître concrètes et éloquentes, familières grâce à l'extraordinaire maîtrise du médium pictural.
Bien que magistralement organisée pour unifier les deux moitiés de la composition, la fresque comporte quelques archaïsmes, quelques rappels d'œuvres plus anciennes qui suggèrent que Raphaël cherche encore sa voie.
La structure en hémicycle est scandée, en haut, par une épaisse couche de nuages ; en bas, par un pavage dont les lignes de perspective convergent vers le doux paysage des collines de l'arrière-plan.
La structure est simple et harmonieuse, ce à quoi Raphaël est arrivé, comme en témoignent les nombreuses études, après des réflexions et des hésitations. La circularité domine dans la peinture : à partir de l'hostie et de l'ostensoir, qui est un point de fuite de la perspective, sujet de dispute et pivot du mystère eucharistique, une série de cercles concentriques s'étend, ordonnant la disposition des deux groupes. L'hostie constitue le centre spirituel de la composition, de sorte que l'harmonie est complète entre les moyens et les objectifs. Le cercle, forme divine par excellence, apparaît également le long de l'axe central du tableau, celui où la Trinité et l'hostie sont alignées, comme cela est visible dans le nimbe de la colombe, dans le trône sur lequel le Christ est installé et l'aura autour de Dieu le Père. 
La moitié supérieure est plus paisible et sereine ; cette solennité est rattachée à des formes grandioses et puissantes, presque immobiles, déjà utilisées par l'artiste dans la fresque de la chapelle San Severo à Pérouse, elle-même probablement inspirée de Fra Bartolomeo et de l'exemple de son Jugement dernier, qu'il a dû voir à Florence, à San Marco, et qui lui inspire le rangée des saints assis sur des trônes au-dessus du demi-cercle de nuage, cependant repris avec une plus grande monumentalité. L'emploi de plâtre en relief pour les rayons et les bossages dorés représentant la splendeur du ciel vient sans doute d'œuvres plus anciennes comme le Paradis de Luca Signorelli à Orvieto. Ces points mineurs soulignent la rupture entre Raphaël et ses prédécesseurs.
La partie inférieure est plus animée : les saints et les apôtres, qui sont montés au ciel et sont en présence de Dieu, sont éclairés et rassurés par sa présence, contrairement à ceux qui, encore vivants, même s'ils vivent en bons chrétiens, ont encore soif de savoir et dont « l'agitation » est naturelle à tout être humain qui n'est pas réuni avec Dieu. À cet égard, Raphaël reprend des idées déjà typiques de la philosophie platonicienne mais surtout néoplatonicienne d'Augustin et Plotin ; le peintre s'est confronté fréquemment à la pensée de ces écoles philosophiques lors de sa formation de jeunesse, notamment à Florence.
Les figures proches de l'autel représentant les docteurs de l'Église sont caractérisées à grands traits. Le geste de chacun contribue au mouvement du tableau mais aussi à sa signification : l'homme qui lève le bras relie les deux mondes physiquement et spirituellement. Les gestes des figures périphériques contribuent à l'unité de sens et de forme ; elles servent à diriger mentalement et visuellement l'intérêt du spectateur vers le sujet principal. 
Les échos léonardesques sont visibles dans plusieurs figures, à la fois en tant qu'attitudes et en tant que types physiques, comme le prétendu Francesco Maria della Rovere (qu'Arslan attribue au Sodoma) ou le motif de nœud ornemental de l'antependium de l'autel, qui rappelle l'entrelacement végétal de la Sala delle Asse à Milan.
Les figures individuelles sont rigoureusement subordonnées à l'ensemble, à la fois pour respecter l'équilibre symétrique des groupes, et pour représenter l'univers hiérarchiquement ordonné de l'Église et la choralité de la pulsion vers l'adoration. La fresque devient ainsi la représentation palpitante de la Civitas Dei, en présence des fondateurs divins et humains de l'Église.

## Galerie

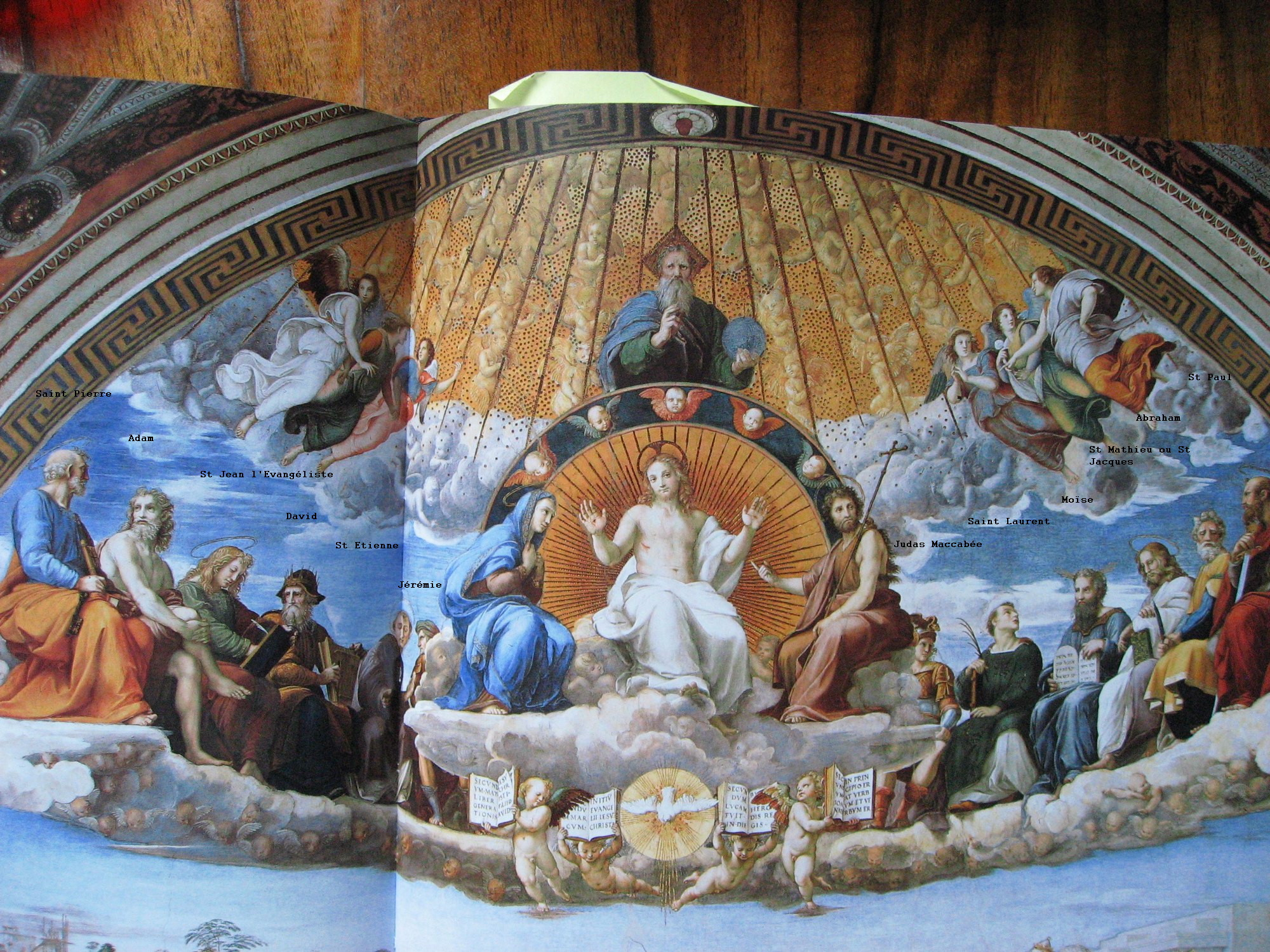
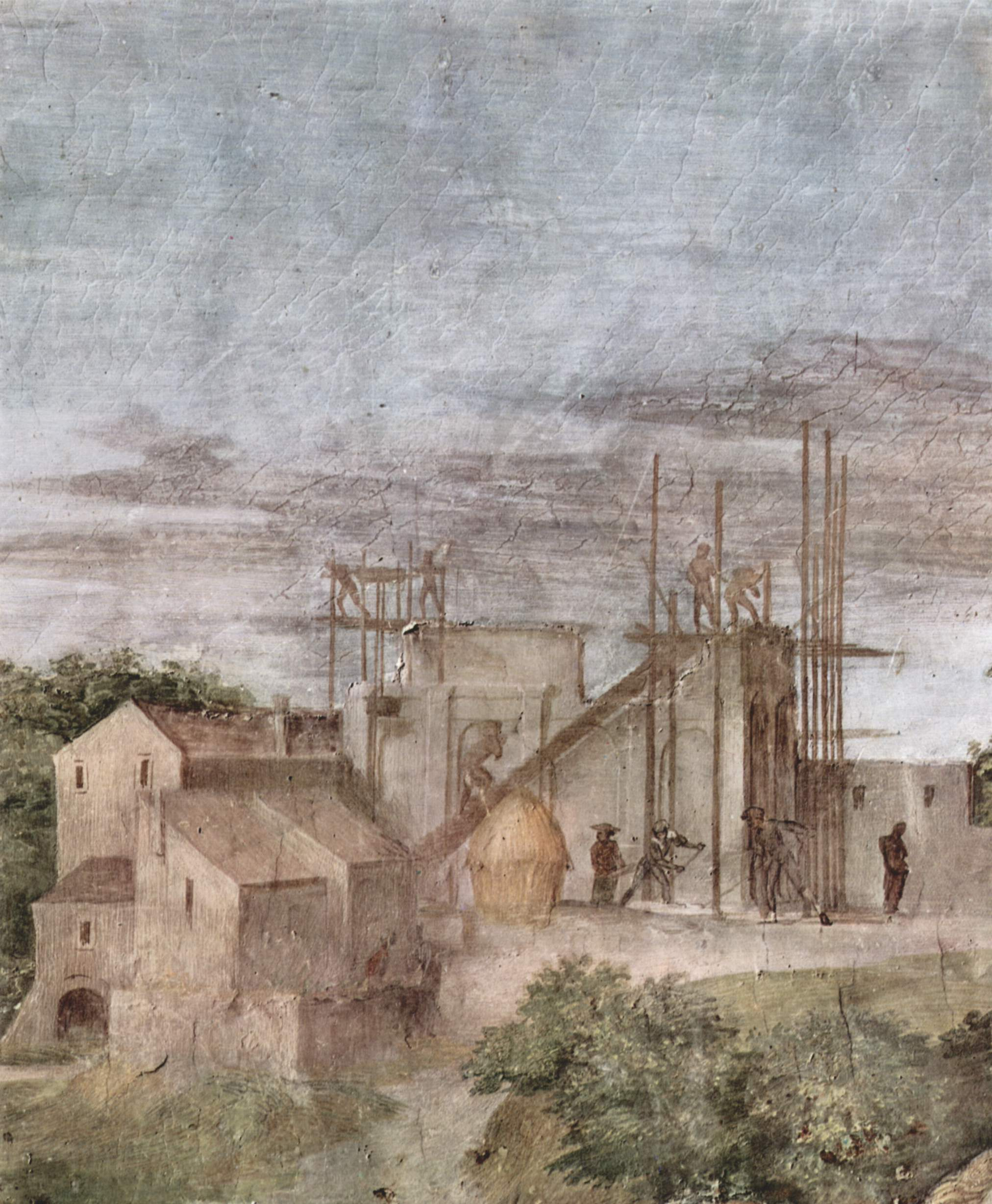
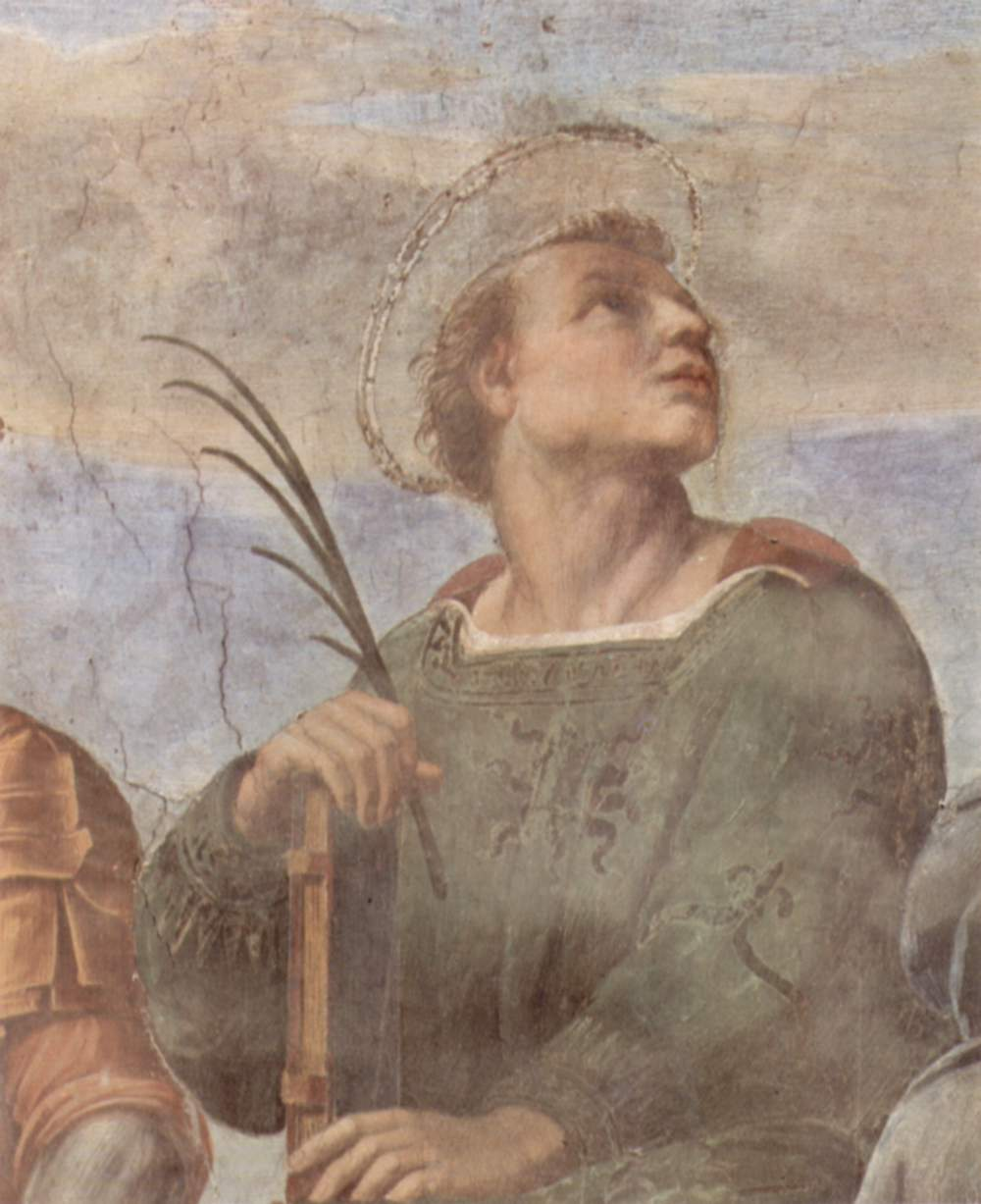
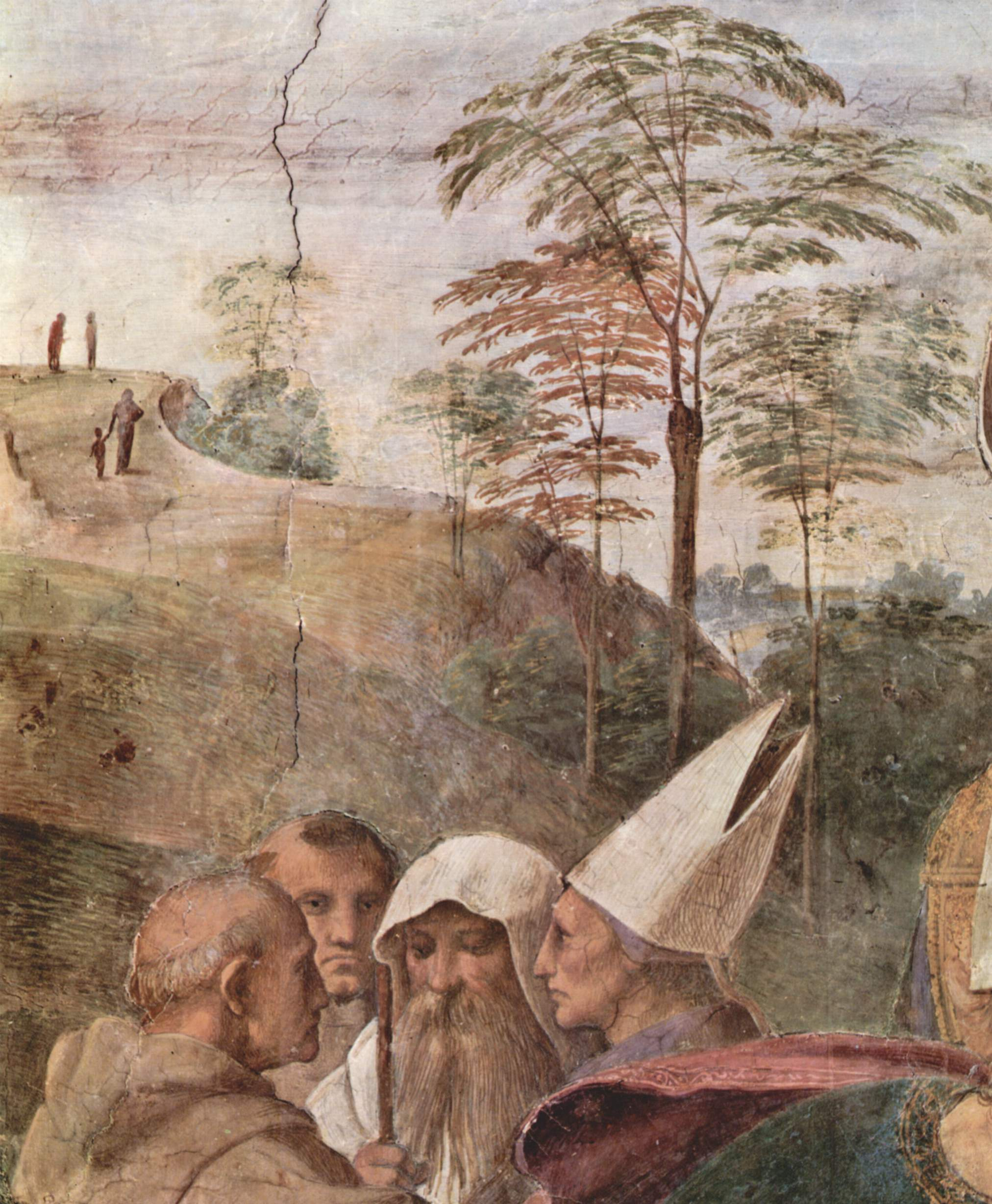
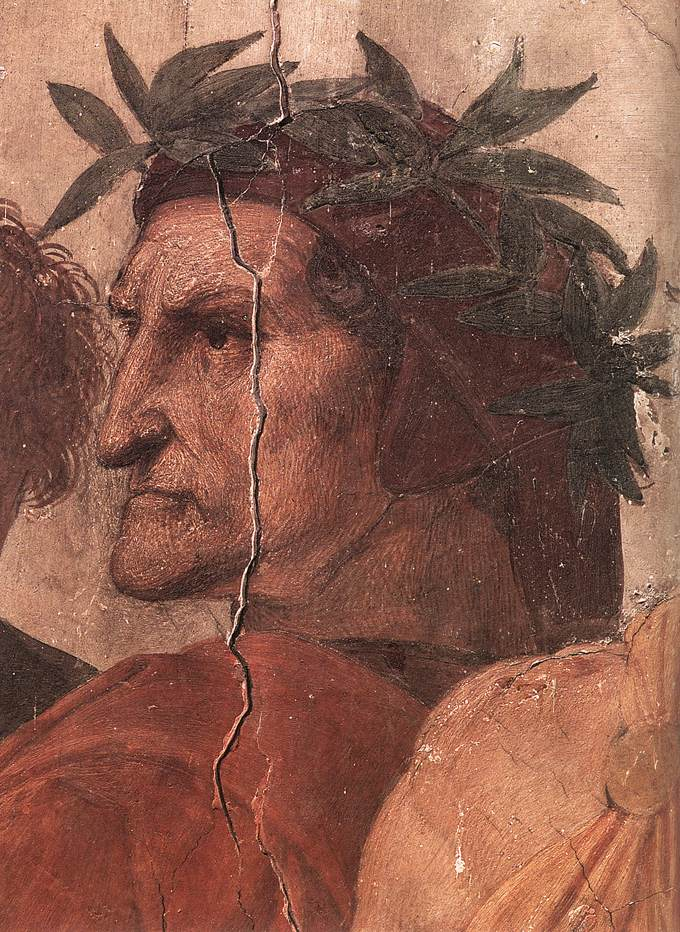
Dante Alighieri

## Postérité
En 1721, William Hogarth fait la parodie de La Dispute du Saint-Sacrement dans son estampe La Loterie.
C'est le portrait de Dante extrait de cette fresque qui figure sur les pièces de 2 euros de l'Italie .

## Source de traduction
- (It) Cet article est partiellement ou en totalité issu de l’article de Wikipédia en italien intitulé « Disputa del Sacramento » (voir la liste des auteurs).